# Wind Lake
Wind Lake é uma Região censo-designada localizada no estado norte-americano de Wisconsin, no Condado de Racine.

## Demografia
Segundo o censo norte-americano de 2000, a sua população era de 5202 habitantes.

## Geografia
De acordo com o United States Census Bureau tem uma área de
18,6 km², dos quais 13,7 km² cobertos por terra e 4,9 km² cobertos por água.

## Localidades na vizinhança
O diagrama seguinte representa as localidades num raio de 12 km ao redor de Wind Lake.